# Herbert Lachmayer
Herbert Lachmayer (* 1948 in Wien) ist ein österreichischer Kurator und sowohl Gründer als auch ehemaliger Vorstand des Da-Ponte-Instituts und des DA PONTE Research Centers in Wien.

## Leben
Herbert Lachmayer wuchs in einer bildungsbürgerlichen Familie in der Wiener Josefstadt auf.
Er studierte Philosophie, Soziologie und Kunstgeschichte in Wien, Frankfurt am Main (hier bei Theodor W. Adorno, Jürgen Habermas, Alexander Mitscherlich, Oskar Negt, Ulrich Oevermann und Bruno Liebrucks) und Berlin (hier u. a. bei Jacob Taubes und Dieter Henrich). Nach einigen Jahren, die Lachmayer nach seinen Studien noch in Deutschland lebte, kehrte er schließlich nach Österreich zurück und begann mit der Lehrtätigkeit an Hochschulen.
Neben der Lehrtätigkeit wirkte er als Kurator von Kunstausstellungen. Zu seinen Leistungen in diesem Bereich zählt beispielsweise die Ausstellung Mozart. Experiment Aufklärung im Wien des ausgehenden 18. Jahrhunderts in der Wiener Albertina im Jahr 2006.
Lachmayer entwickelte im Rahmen der Ausstellungstätigkeit eine künstlerisch-wissenschaftliche Technik, die unter der Bezeichnung Staging Knowledge bekannt wurde und die der Vermittlung kulturgeschichtlicher Inhalte dient.
Herbert Lachmayer bekleidete sechs Jahre als leitender Prokurist die Position eines Eigentümervertreters beim Linzer Stahlbeton Schwellenwerk SSL.
Von 2001 bis zum Konkurs 2008 leitete er als Vorstand die von ihm gegründete und privat finanzierte Forschungseinrichtung Da Ponte Institut für Librettologie, Don Juan Forschung und Sammlungsgeschichte. In dem Institut forschten Wissenschaftler über das 17. und 18. Jahrhundert, vornehmlich mit dem Libretto als Quelle, publizieren, gestalten Ausstellungen, beraten Theaterleute. Da zu dieser Zeit eine aufgeführte Oper nie älter als fünf Jahre war, kann man anhand der Libretti die aktuellen Tendenzen der höfischen, absolutistischen Adelsgesellschaft ablesen. Sie arbeitete auch mit dem DFG-Opernprojekt zusammen, und war mit dem Don Juan Archiv Wien affiliiert. Das Institut ging im Dezember 2008 in Konkurs.
Die im Jahr 2009 unter dem Namen „DA PONTE Research Center“ neugegründete Nachfolgeeinrichtung leitete Lachmayer bis zum Jahr 2014.
Herbert Lachmayer ist mit der Kunsttheoretikerin und Kuratorin Brigitte Felderer verheiratet und lebt in Wien.

## Lehre
Herbert Lachmayer hatte seit den 1970er Jahren Lehraufträge und war seit 1991 Professor am Institut für Bildende Kunst und Kulturwissenschaften der Universität für künstlerische und industrielle Gestaltung Linz.
Er war Leiter der Meisterklasse "Experimentelle Gestaltung" und bis 2002 Vorstand des Art&Tek Institutes an der Kunstuniversität Linz. Zudem lehrte Lachmayer zeitweise an der Universität Wien, am University College London, an der Stanford University, an der Bauhaus-Universität Weimar und an der Hochschule der Künste Berlin, wo er u. a. gemeinsame Lehrveranstaltungen mit Julius Posener abhielt.

## Ausstellungen (Auswahl)
1991
- Das Bad. Eine Kulturgeschichte der Badekultur im 19. und 20. Jahrhundert, Hermesvilla[11]

1996
- Wunschmaschine Welterfindung, Kunsthalle Wien[12] (Mitwirkung an der Ausstellung (Kuratorin: Brigitte Felderer))
- HIC SAXA LOQVVUNTUR, Architekturbiennale Venedig

1998
- Work&Culture – Büro, Inszenierung der Arbeit, Oberösterreichische Landesmuseen Linz[13]

2000
- Alles Schmuck, Museum für Gestaltung Zürich[14]

2003/2004
- Lorenzo Da Ponte in Wien, I–III, Staatsoper Wien (Mahler-Saal)

2004/2005
- Salieri sulle tracce di Mozart, Palazzo Reale Mailand[15]

2006
- Mozart. Experiment Aufklärung im Wien des ausgehenden 18. Jahrhunderts, Albertina Wien[16][17]
- Lorenzo Da Ponte. Aufbruch in die neue Welt, Jüdisches Museum Wien[18]
- Wolfgang Amadée. Ein ganz normales Wunderkind, ZOOM Kindermuseum Wien Ein Zauberflöten Automat. Stephan Huenes Klang-Licht-Skulptur Kunsthistorisches Museum Wien[19]

2008
- Wozu braucht Carl August einen Goethe? – Fürstliche Sehnsucht nach Individualismus, Weimarer Stadtschloss[20]

2009
- Haydn Explosiv – eine europäische Karriere am Fürstenhof der Esterházy, Schloss Esterházy Eisenstadt[21]

2010
- Beschwörung nationaler Identität – Das Bernhardzimmer, Weimarer Stadtschloss[22]
- Man wird doch wohl noch träumen dürfen, Herderschule Weimar[23]
- Schwarz – Rot – Gold. Die deutschen Farben aus Jena, Stadtmuseum Jena[24][25]

2011
- Die Da Ponte-Opern Mozarts, Wiener Staatsoper[26]
- Phantasie und Pharmazie, Wiener Rathaus[27]
- GUSTAV MAHLER – Produktive Dekadenz in Wien um 1900, Österreichisches Kulturforum Berlin[28]
- MEDIALE LEBENS[T]RÄUME – Droht uns eine digitale Heimat?,Thüringer Staatskanzlei & Haus Dacheröden[29]

2014
- ROSSINIMANIA, Wien 1822, Schüttkasten Salzburg[30][31]

2018
- RUDOLF POLANSZKY – retrospektiv, Galerie Konzett, Wien[32]

## Publikationen (Auswahl)
- Chefetage, Wien 1982;
- Brandungen: Studien u. Objekte zu Arten von Geschwindigkeit / Klaus Pinter, Edition Tusch Wien, ISBN 3-85063-121-4.
- Möbel und Innenräume bei Otto Wagner, gemeinsam mit P. Asenbaum und P. Haiko, Wien 1983
- Dokumentation der Ausstellung Klaus Pinter – Neue Arbeiten 1984 - 85: Palais Ferstel – Grosser Ballsaal, Wien, Falter Verlag Wien 1985, ISBN 3-85439-015-7.
- Design als funktionelle Skulptur, Falter Verlag Wien 1987, ISBN 3-85439-024-6.
- Klaus Pinter – Zerschnitte: Arbeiten 1986 - 87 / Landesgalerie am Oberösterr. Landesmuseum, Verlegt durch Oö. Landesmuseum Linz 1987, ISBN 3-900746-03-6.
- Das Bad. Eine Kulturgeschichte des Bades im 19. und 20. Jahrhundert, Residenz Verlag 1991, ISBN 3-7017-0723-5.
- Erwin Reiter: Skulpturen 1962–1993, Verlag Stiftung Wörlen 1993, ISBN 3-928844-04-0.
- Ernst Giselbrecht – Abbundhalle Murau, Haus der Architektur Graz 1994, ISBN 3-901174-11-7.
- Ein Archigram-Program 1961-74; A Guide to Archigram 1961-74, Academy Edition 1995, ISBN 1-85490-376-4.
- Wiener Orte, 19 Arbeiten von Elsa Prochazka: Ausstellung Oktober/November 1996, Aedes, Galerie und Architekturforum, Verlegt durch Galerie und Architekturforum Kristin Feireiss, Berlin
- Archimedia – Institute for Arts and Technology – Projekte 95/97, Archimedia Verlag Linz 1997
- Work & culture, Ritter Verlag Klagenfurt 1998 (4 Bände)
- Mit Reinhard Eisendle, Elfie Miklautz: Die Küche. Zur Geschichte eines architektonischen, sozialen und imaginativen Raums, Böhlau Verlag Wien 1999, ISBN 3-205-99076-5.
- Bad Deutsch-Altenburg – Bilder einer Gegend, Böhlau Verlag Wien 2000, ISBN 3-205-99150-8.
- Einzelstücke: SchmuckkünstlerInnen aus Linz, Zürich und Pforzheim, Ritter Verlag, Klagenfurt 2000, ISBN 3-85415-274-4.
- Alles Schmuck. Museum für Gestaltung Zürich, Lars Müller Verlag, Baden, 2000, ISBN 3-907078-32-2.
- Mozart. Experiment Aufklärung im Wien des ausgehenden 18. Jahrhunderts. Essay-Band und Ausstellungskatalog (anlässlich der Ausstellung Mozart. Experiment Aufklärung im Wien des Ausgehenden 18. Jahrhunderts, Albertina, Wien: 17. März bis 20. September 2006), Hatje Cantz Verlag 2006, Ostfilderndes (3 Bände)
- Wolfgang Amadé Mozart: ein ganz normales Wunderkind, Holzhausen Verlag Wien 2006, ISBN 3-85493-123-9.